# Гауф (присілок)
Гауф (рос. Гауф) — присілок у Азовському німецькому національному районі Омської області Російської Федерації.
Належить до муніципального утворення Гауфське сільське поселення. Населення становить 1321 особа.

## Історія
Згідно із законом від 30 липня 2004 року органом місцевого самоврядування є Гауфське сільське поселення.

## Населення
| 1920  | 1939  | 1959  | 1973  | 1989  | 2002  | 2010  |
| ----- | ----- | ----- | ----- | ----- | ----- | ----- |
| 174   | ↗299  | ↗330  | ↘230  | ↗1260 | ↘1137 | ↗1212 |
| 2011  | 2012  | 2013  | 2014  | 2015  | 2016  | 2017  |
| ↗1213 | ↗1244 | ↗1271 | ↗1311 | ↗1312 | ↗1320 | ↗1321 |